# Han Ye-ri
Han Ye-ri (de nacimiento Kim Ye-ri) es una actriz surcoreana.

## Biografía
Estudió drama en la Universidad Nacional de Artes de Corea (inglés: "Korea National University of Arts").

## Carrera
En abril de 2021 se confirmó que se había unido a la agencia americana Echo Lake Entertainment.
Ha construido su carrera realizando tanto cortometrajes como cine indie.
Participó en la película deportiva As One (2012), por la que aprendió el dialecto Hamgyŏng para interpretar a la tenista de mesa Yu Sun-bok de Corea del Norte.
Obtuvo sus primeros protagónicos en las películas de suspense Commitment (2013) y Haemoo (2014), y en la película romántica A Dramatic Night (2015).
También protagonizó la aclamada película indie Worst Woman (2016) dirigida por Kim Jong-kwan, con quien ese mismo año protagonizó también The Table.
Incluyó recientemente a su filmografía los dramas, protagonizando Six Flying Dragons (2015-2016) y la comedia juvenil Hello, My Twenties! (2016).
El 26 de abril de 2019 se unió al elenco principal del nuevo drama The Nokdu Flower (también conocida como "Mung Bean Flower"), donde dio vida a Song Ja-in, la hija de una familia poderosa, hasta el final de la serie el 13 de julio del mismo año.
El 1 de junio de 2020 se unió al elenco de la serie My Unfamiliar Family (también conocida como "(Although We Don’t Know Much) We Are a Family#) donde dio vida a Kim Eun-hee, la considerada y generosa segunda hija de una familia que trabaja en una editorial con un corazón tierno que hace que confíe en las personas con demasiada facilidad, hasta el final de la serie el 21 de julio del mismo año.
También en 2020 protagonizó la película Minari, con el personaje de Monica Yi, la madre de una familia de inmigrantes surcoreanos que intentan triunfar en la América rural durante la década de 1980.
El 22 de septiembre de 2021 se unió al elenco de la serie Hometown donde interpretó a Jo Jung-hyun, una mujer que ayuda a su madre a dirigir un restaurante chino y que tiene que lidiar con el estigma, ya que son vistos como la familia de un terrorista.

## Filmografía

### Series de televisión
| Año  | Título                            | Rol                        | Red         | Notas              | Ref.                 |
| ---- | --------------------------------- | -------------------------- | ----------- | ------------------ | -------------------- |
| 2010 | Road No. 1                        | Jo In-sook                 | MBC         |                    |                      |
| 2013 | Drama Special "Yeon-woo's Summer" | Lee Yeon-woo               | KBS2        |                    | [ 19 ]               |
| 2015 | Imaginary Cat                     | Bok-gil (voz)              | MBC Every 1 |                    | [ 20 ]               |
| 2015 | Six Flying Dragons                | Yoon-rang / Cheok Sa Gwang | SBS         |                    |                      |
| 2016 | Age of Youth                      | Yoon Jin-myung             | jTBC        |                    |                      |
| 2017 | Age of Youth 2                    | Yoon Jin-myung             | jTBC        |                    |                      |
| 2018 | Switch: Change the World          | Oh Ha-ra                   | SBS         |                    | [ 21 ]               |
| 2019 | The Nokdu Flower                  | Song Ja-in                 | SBS         |                    | [ 14 ]               |
| 2020 | My Unfamiliar Family              | Kim Eun-hee                | tvN         |                    |                      |
| 2021 | Doom at Your Service              | Paciente                   | tvN         | Aparición especial |                      |
| 2021 | Hometown                          | Jo Jung-hyun               | tvN         |                    | [ 22 ] [ 23 ]        |
| 2024 | Doubt                             | Lee Eo-jin                 | MBC         |                    | [ 24 ] [ 25 ] [ 26 ] |

### Películas

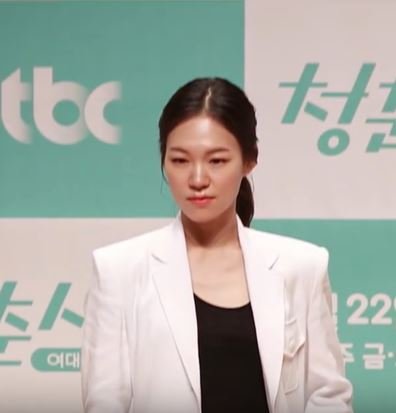
Han Ye-ri en el 2016.

| Año  | Título                             | Rol            | Notas                                                               | Ref.                 |
| ---- | ---------------------------------- | -------------- | ------------------------------------------------------------------- | -------------------- |
| 2006 | Passionate Sonata                  |                | Cortometraje                                                        |                      |
| 2007 | Giraffe & Africa                   | Ye-rin         | Cortometraje                                                        |                      |
| 2007 | Resurrection of the Butterfly      | Kwan (joven)   | También acreditada como coreógrafa                                  |                      |
| 2008 | Blooming in Spring                 |                | Cortometraje                                                        |                      |
| 2009 | One Step More to the Sea           | Won-woo        |                                                                     |                      |
| 2009 | Let the Blue River Run             | Sook-yi        |                                                                     |                      |
| 2009 | Paju                               | Mi-ae          |                                                                     |                      |
| 2009 | A Blind River                      | So-yeon        |                                                                     |                      |
| 2009 | Be with Me                         | Cha-kyung      | Cortometraje                                                        |                      |
| 2009 | A Trip to the Moon                 |                | Cortometraje                                                        |                      |
| 2010 | One Night Stand                    |                |                                                                     |                      |
| 2010 | Read My Lips                       |                |                                                                     |                      |
| 2010 | Ghost (Be with Me)                 | Ran            | película colectiva (segmento "Tarot 3: The Unseen/Hands That Call") |                      |
| 2010 | Bang!                              | chica          | Cortometraje                                                        |                      |
| 2010 | We Wish to Reincarnate in Paradise |                |                                                                     |                      |
| 2011 | Nice Shorts! 2011                  |                | Segmento "Hundred Years of Abduction"                               |                      |
| 2011 | Anyang, Paradise City              | staff #1       |                                                                     | [ 27 ]               |
| 2011 | 49th Day                           | hija menor     | Cortometraje                                                        |                      |
| 2011 | The Physics Class                  |                | Cortometraje                                                        |                      |
| 2011 | Adventure                          | Seo-young      |                                                                     |                      |
| 2011 | Ordinary Days                      | Hyo-ri         | Segmento "AMONG"                                                    | [ 28 ]               |
| 2012 | As One                             | Yu Sun-bok     |                                                                     | [ 4 ]                |
| 2013 | South Bound                        | Choi Min-joo   |                                                                     | [ 29 ]               |
| 2013 | Dear Dolphin                       | Cha-kyung      |                                                                     | [ 30 ]               |
| 2013 | Big Good                           |                | También acreditada como asistente de dirección                      |                      |
| 2013 | The Spy: Undercover Operation      | Baek Seol-hee  |                                                                     | [ 31 ]               |
| 2013 | Commitment                         | Hye-in         |                                                                     | [ 32 ]               |
| 2014 | Kundo: Age of the Rampant          | Gok-ji         |                                                                     |                      |
| 2014 | Sea Fog                            | Hong-mae       |                                                                     |                      |
| 2014 | Phantoms of the Archive            |                | Segmento "A Hat's Journey"                                          |                      |
| 2015 | A Dramatic Night                   | Jung Si-hoo    |                                                                     |                      |
| 2015 | Love and...                        | nieta          |                                                                     | [ 33 ]               |
| 2016 | Worst Woman                        | Eun-hee        |                                                                     |                      |
| 2016 | The Hunt                           | Kim Yang-Soon  |                                                                     | [ 34 ]               |
| 2016 | A Quiet Dream                      | Ye-ri          |                                                                     | [ 35 ]               |
| 2017 | The Table                          | Eun-hee        |                                                                     | [ 11 ] [ 36 ]        |
| 2018 | In-rang                            | Goo Mi-kyeong  |                                                                     | [ 37 ]               |
| 2018 | Champion                           | Soo-jin        |                                                                     | [ 38 ]               |
| 2018 | Ode to the goose                   | farmacéutica   | Aparición especial                                                  | [ 39 ] [ 40 ]        |
| 2020 | Secret Zoo                         | Min Chae-ryung | Aparición especial                                                  | [ 41 ] [ 42 ] [ 43 ] |
| 2020 | Minari                             | Monica Yi      |                                                                     | [ 44 ]               |
| 2025 | Noche de primavera                 | Yeong-gyeong   |                                                                     | [ 45 ] [ 46 ]        |

### Presentadora
| Año  | Programa                           | Notas                     |
| ---- | ---------------------------------- | ------------------------- |
| 2020 | 34th Golden Disc Awards            | presentadora de categoría |
| 2021 | 57th Baeksang Arts Awards          | presentadora de categoría |
| 2021 | 2021 MAMA (2021 Mnet Music Awards) | presentadora de categoría |

## Premios y nominaciones
| Año  | Premio                                    | Categoría                                     | Nominación        | Resultado | Ref.   |
| ---- | ----------------------------------------- | --------------------------------------------- | ----------------- | --------- | ------ |
| 2008 | 7th Mise-en-scène Short Film Festival     | premio especial del jurado, actuación         | Giraffe & Africa  | Ganadora  | [ 50 ] |
| 2010 | 9th Mise-en-scène Short Film Festival     | premio especial del jurado. actuación         | Be with Me        | Ganadora  | [ 51 ] |
| 2012 | 33rd Blue Dragon Film Awards              | mejor actriz nueva                            | As One            | Nominada  | [ 52 ] |
| 2013 | 49th Baeksang Arts Awards                 | mejor actriz nueva                            | As One            | Ganadora  | [ 53 ] |
| 2013 | KBS Drama Awards                          | mejor actriz en un drama especial             | Yeon-woo's Summer | Ganadora  | [ 54 ] |
| 2014 | 51st Grand Bell Awards                    | mejor actriz de reparto                       | Haemoo            | Nominada  |        |
| 2014 | 35th Blue Dragon Film Awards              | mejor actriz de reparto                       | Haemoo            | Nominada  |        |
| 2015 | 10th Max Movie Awards                     | mejor actriz de reparto                       | Haemoo            | Nominada  |        |
| 2015 | 20th Chunsa Film Art Awards               | mejor actriz de reparto                       | Haemoo            | Nominada  | [ 55 ] |
| 2015 | 9th Asian Film Awards                     | mejor actriz de reparto                       | Haemoo            | Nominada  | [ 56 ] |
| 2015 | 51st Baeksang Arts Awards                 | mejor actriz de reparto                       | Haemoo            | Nominada  |        |
| 2015 | 24th Buil Film Awards                     | mejor actriz de reparto                       | Haemoo            | Nominada  |        |
| 2016 | 37th Blue Dragon Film Awards              | mejor actriz                                  | Worst Woman       | Nominada  |        |
| 2017 | 53rd Baeksang Arts Awards                 | mejor actriz (Film)                           | Worst Woman       | Nominada  |        |
| 2017 | 4th Wildflower Film Awards                | mejor actriz                                  | Worst Woman       | Nominada  |        |
| 2017 | 12nd University Film Festival of Korea    | mejor actriz                                  | Worst Woman       | Ganadora  |        |
| 2017 | 18th Busan Film Critics Awards            | mejor actriz                                  | A Quiet Dream     | Ganadora  | [ 57 ] |
| 2019 | SBS Drama Awards                          | Excellence Award in Mid-Length Drama (Female) | The Nokdu Flower  | Ganadora  | [ 58 ] |
| 2021 | 2021 Korean Popular Culture & Arts Awards | Prime Minister’s Commendation                 |                   | Ganadora  | [ 59 ] |